# Kasylda Kulikowska

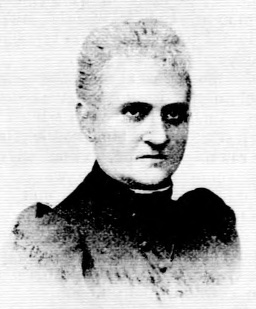
Kasylda Kulikowska

Kasylda Kulikowska (ur. 18 kwietnia 1841, zm. 23 lipca 1894 we Lwowie) – nauczycielka, działaczka oświatowa, tłumaczka.

## Życiorys
Urodziła się w rodzinie ziemiańskiej w Radomskiem. Początkowo kształciła się w domu i u sióstr wizytek, a następnie na  tajnej pensji Julii Bąkowskiej w Warszawie. Podczas powstania styczniowego zaangażowała się w konspirację, należała do ruchu tzw. Piątek. Po powstaniu na stałe zamieszkała w Warszawie, początkowo pracując jako nauczycielka domowa i przygotowując się do egzaminu nauczycielskiego.  Była między innymi nauczycielką Jadwigi Bersohnówny, późniejszej żony Aleksandra Kraushara. Zuzanna Rabska, córka Krausharów, wspominała po latach, że osobowość nauczycielki i jej patriotyczne oraz społecznikowskie nastawienie wywarły ogromny wpływ na jej matkę.
Zdany egzamin rządowy umożliwił Kulikowskiej zdobycie posady nauczycielki na pensji prywatnej. Utraciła jednak prawo do nauczania po tym, jak znaleziono u niej zakazane druki.
Od tej pory zaangażowała się w pełni w nieoficjalne, w tym tajne, działania oświatowe oraz działalność społeczną na rzecz potrzebujących. W 1879 roku założyła na Elektoralnej w Warszawie czytelnię z wypożyczalnią dla kobiet. Dla zmylenia władzy używano nazwy Wypożyczalnia Mód i Nowości. W 1883 roku stworzyła tajne Kobiece Koło Oświaty Ludowej, które kształciło kadry nauczycielek, prowadzących działalność oświatową i patriotyczną na wsi. W ramach tak zwanych „ruchomych kompletów bibliotecznych” przekazywano im również zestawy książek. Pod przykrywką kursu koszykarstwa w Tokarach pod Płockiem koło prowadziło, kierowane przez Jadwigę Szczawińską, kursy z zakresu historii, literatury i geografii oraz metod nauczania dorosłych.
W 1886 roku Kulikowska wraz z innymi członkiniami koła utworzyła Koło Kobiet Polskich (później Koło Kobiet Korony i Litwy), które rozszerzyło swoją działalność na pozostałe zabory.
Od 1882 roku przez dwanaście lat (aż do końca życia). prowadziła tajną pensję dla dziewcząt przy Szkole Gimnastycznej Heleny Kuczalskiej. Zajęcia odbywały się pod przykrywką kompletów gimnastycznych. Jednak ćwiczenia fizyczne pełniły nie tylko rolę kamuflażu – Kulikowska i Kuczalska stworzyły koncepcję „szkoły-ogrodu”, w której oprócz rozwoju intelektualnego dba się również o fizyczny. 
Inicjatywą, której nie udało się zorganizować z powodu oporu władz zaborczych był projekt kasy przezorności i samopomocy nauczycieli i nauczycielek prywatnych. Jednak w 1893 roku Kulikowskiej udało się stworzyć przy Warszawskim Towarzystwie Dobroczynności kasę pożyczkowo-zapomogową dla bon i nauczycielek. 
Napisała kilkukrotnie wznawianą książkę Popołudnia świąteczne gospodyni wiejskiej. Przetłumaczyła także kilka książek z języka francuskiego.
W ostatnich latach życia aktywnie uczestniczyła i współorganizowała ważne, narodowe rocznice: obchody Mickiewiczowskie w Krakowie w 1890 roku, upamiętnienie stulecia Konstytucji 3 maja w 1891 roku i jubileusz Elizy Orzeszkowej w 1892 roku.
W 1894 roku zorganizowała wyjazd Koła Kobiet na Powszechną Wystawę Krajową i Kongres Pedagogiczny we Lwowie. Podczas tego wyjazdu zmarła nagle na serce.
Została pochowana na Cmentarzu Łyczakowskim. Mowę pogrzebową wygłosił między innymi Zygmunt Miłkowski. Jej nekrolog opublikowano na pierwszej stronie tygodnika „Bluszcz”.

## Dziedzictwo
Aby kontynuować dzieło działaczki, we Lwowie powstał Fundusz Wydawniczy im. Kasyldy Kulikowskiej. Podczas trójzaborowego Zjazdu Kobiet Polskich w Zakopanem w 1899 roku zdecydowano przeznaczyć środki z funduszu na wydawanie czasopism dla kobiet wiejskich i robotnic Przodownica i Zorza. Pod szyldem Wydawnictwa im. Kasyldy Kulikowskiej ukazały się również broszury oświatowe dla ludu Marii Wysłouchowej oraz pisma Jakuba Bojki. 
Według Dionizji Wawrzykowskiej-Wierciochowej w kręgu wpływu Kulikowskiej znalazły się Cecylia Niewiadomska, Maria Wysłouchowa, Maria Dzierżanowska, Cecylia Śniegocka, Stefania Sempołowska czy Helena Ceysinger. Jej przykład stanowił inspirację dla ich późniejszych inicjatyw.
Stefania Sempołowska scharakteryzowała Kulikowską następująco:  Wybitna umysłowość, wielka szlachetność charakteru i całej postaci, nieugięta wola i bezgraniczna ofiarność Kasyldy Kulikowskiej urzekała wprost młode kobiety i kierowała je na posterunki »Siłaczek«. Niewiele w swym życiu spotkałam ludzi, którzy by promieniowali taką siłą prometeizmu oświatowego, jaki cechował Kulikowską.
Opublikowany przez wydawnictwo „Nasza Księgarnia” wybór pamiętników dziewczęcych z XVIII i XIX wieku nosi tytuł Kufer Kasyldy.